# Ausztrál–Indiai-lemez

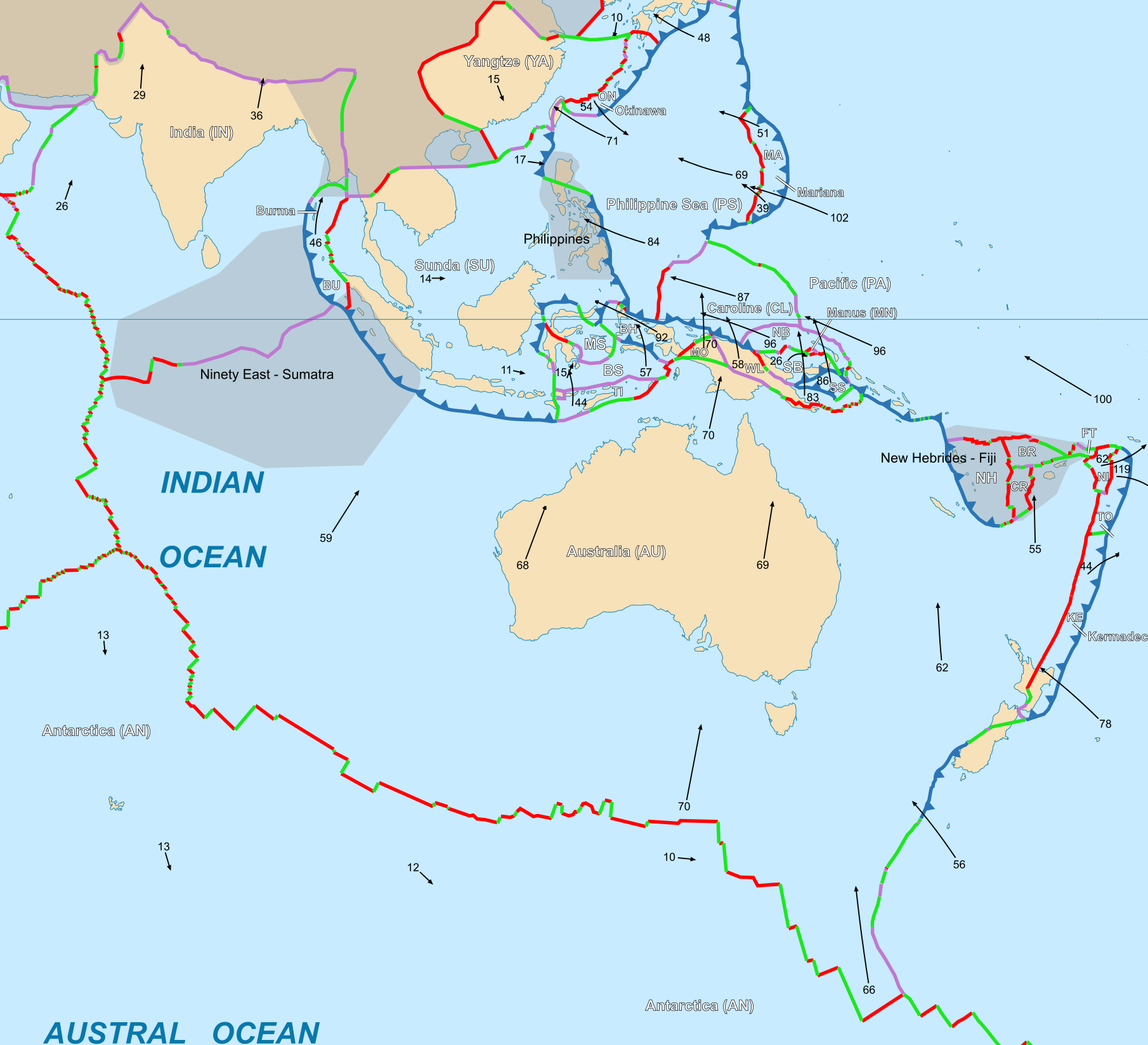
Az Ausztrál–Indiai-lemez

Az Ausztrál–Indiai-lemez (vagy Indoausztráliai-lemez) a földkéreg egyik nagy kőzetlemeze, amelynek területe mintegy 58 900 000 km², és északi irányba mozog. A lemez keleti (ausztráliai) részének sebessége 5,6 cm/év, míg a nyugati (indiai) rész mindössze 3,7 cm/év. A kisebb sebesség a Himalája hegyvonulatainál jelentkező kompressziónak köszönhető. 
A legújabb kutatások szerint, amelyekben a tragikus 2012-es szumátrai földrengés és cunami is szerepet játszott, a kőzetlemez mintegy 3 millió éve fokozatosan repedezik, valószínűleg az Eurázsiai-lemezzel való összeütközés miatt. A kőzetlemezt 2 vagy 3 önálló, kisebb lemezre lehet elkülöníteni. Ezek az Indiai-lemez, az Ausztrál-lemez és a Capricorn-lemez, ez utóbbi nem határolható el egyértelműen az Ausztrál-lemeztől.

## Határai
A lemezt egy egységként kezelve északon a Himalája választja el Eurázsiától. Keleti határa északról délre haladva először Burma (Mianmar) hegyei alatt húzódik, majd a Jávai-árokban folytatódik a Burma- és a Szunda-lemezek mentén. A Kis-Szunda-szigetek és Új-Guinea közelében számos mikrolemez találkozik. Délebbre a Salamon-szigetek térségében a Csendes-óceáni-lemez bukik az Indoausztráliai-lemez alá. Fidzsi közelében újabb mikrolemezek határolják, amelyek szintén alábuknak, vagy hátságként eltávolodnak tőle. A Tonga- és a Karmandec-lemez egészen Új-Zéland szigetéiig kísérik. A szigetnél a lemez elcsúszik a Csendes-óceáni-lemezzel, így létrehozva Zéalandia „kontinenst”, majd ismét óceánközépi hátságok határolják, amelyek egészen az Antarktiszi-lemezig futnak. A déli és részben a nyugati határán az Antarktiszi-lemezzel párhuzamosan fut, végig hátságokkal elválasztva. Végül pedig nyugaton az Afrikai-, illetve a Szomáliai-lemeztől a Középső Indiai-óceáni- és Carlsberg-hátság, az Arábiai-lemeztől pedig a Murray-kereszthátság választja el.

## Földtörténet
A lemez legősibb részei a Yilgarn és Pilbara kratonok Ausztráliában és a Dekkán-ősföld Indiában. Az Ausztrál-ősföld tagja volt az évmilliók során kialakult összes szuperkontinensnek. A lemez szárazföldi területeinek nagy részét ma is ezen ősföldek alkotják. Mintegy 620 millió éve az Antarktisszal szorosan összeforrva alkották Észak-Rodiniát, amely később egyesült a déli felével. Ennek felbomlása után továbbra is együtt maradtak Gondwana részeként, és ez az óidő végig így is maradt. Az indiai részen ez idő tájt táblás vidékek keletkeztek, befedve az ősföldet, míg az ausztrál részt érintette mind a Kaledóniai-, mind a Variszkuszi-hegységképződés. A mezozoikumban széteső Gondwanáról először India indult el 100-110 millió éve, majd később Ausztrália 55-60 millió éve. A középidőben és az újidőben tengeri elöntések hagyták hátra nyomukat a lemez felszínén. A következő jelentős esemény a Dekkán-trapp mintegy 66 millió éve alakult ki, egyes vélemények szerint ez is okozhatta a dinoszauruszok kihalását. Az India és Eurázsia közti első kapcsolat körülbelül 50 millió éve történt, a folyamatos ütközés napjainkra kiemelte az Eurázsiai-hegységrendszer több tagját, valamint több mikrolemezt forrasztott Eurázsiához. A ma ismert lemezkép kialakulásában szerepet játszó legutolsó folyamat Új-Zéland kialakulása, amely 25 millió évvel ezelőttől napjainkig tart, valamint a lemez lassú szétválása több kisebb lemezzé, ám ez a folyamat még nincs teljesen tisztázva.